# Zatoka moczowo-płciowa

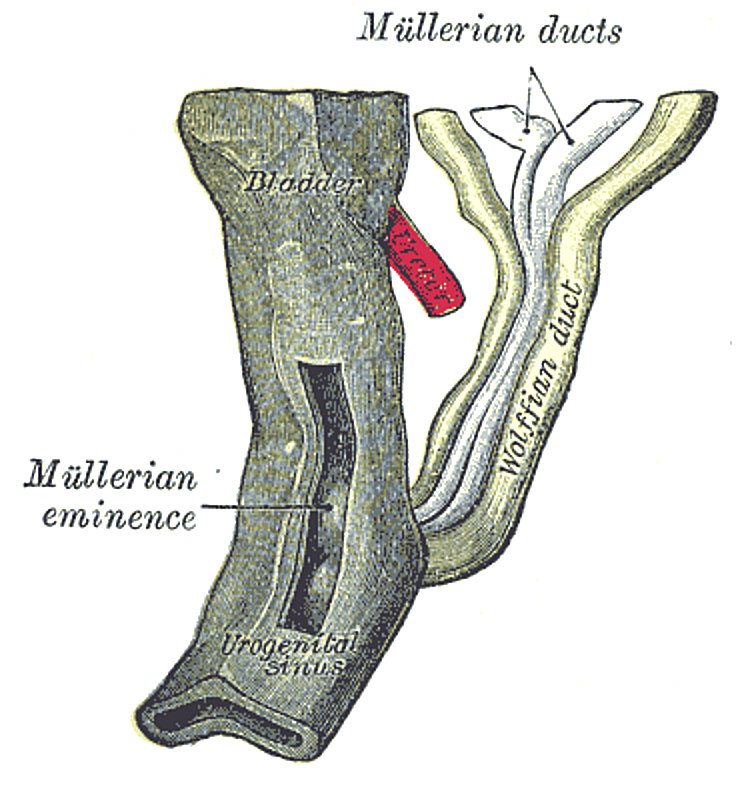
Zatoka moczowo-płciowa u dziewięcioipółtygodniowego płodu żeńskiego (zatoka moczowo-płciowa w dolnej części rysunku)

Zatoka moczowo-płciowa (łac. sinus urogenitalis) – narząd okresu embrionalnego powstający w 6 tygodniu życia płodowego z kloaki i po 12. tygodniu przekształcający się w pęcherz moczowy, cewkę moczową oraz zależnie od płci przedsionek pochwy u kobiet i gruczoł krokowy u mężczyzn. 

## Powstanie zatoki moczowo-płciowej
W okresie od czwartego do siódmego tygodnia życia płodowego rozrost komórek mezenchymy w okolicy odejścia omoczni od jelita pierwotnego, w przedniej (moczowo-płciowej) części steku, powoduje przemieszczenie entodermy w stronę błony stekowej, stopniowo wytwarzając przegrodę moczowo-odbytową (łac. septum urorectale). W trakcie wzrostu przegrody moczowo-odbytowej wyrastają z niej w kierunku palczaste wypustki tworzące zagłębienia w bocznych ścianach steku, które podczas stopniowego rozrastania łączą się ze sobą tworząc w szóstym tygodniu życia płodowego litą przegrodę dzielącą stek na dwie części, przednią zatokę moczowo-płciową (łac. sinus urogenitalis) i tylną odbytnicę (łac. rectum) (in. kanał prostniczo-odbytniczy, kanał odbytowo-odbytniczny). Miejsce zrośnięcia przegrody moczowo-odbytowej z błoną stekową tworzy trzon krocza (łac. corpus perinei).

## Budowa zatoki moczowo-płciowej
Zatoka moczowo-płciowa jest dzielona przez wnikające przewody śródnercza na trzy części:
- część głowowa (pęcherzowo-cewkowa)[8] lub pęcherzowa[9], zlokalizowana powyżej odejścia przewodów śródnercza[8],
- część miednicza[8][9], niewielki fragment zlokalizowany w części środkowej[8],
- część ogonowa[8] lub prąciowa (płciowa)[8][9], zlokalizowana poniżej odejścia przewodów śródnercza[8].

## Przekształcenia zatoki moczowo-płciowej
Część głowowa zatoki moczowo-płciowej przekształca się u obu płci w pęcherz moczowy, który w początkowym okresie łączy się z omocznią, oraz u kobiet w dolną część cewki moczowej, natomiast u mężczyzn w górną część odcinka sterczowego cewki moczowej. Trójkąt pęcherza najpierw pokrywa nabłonek pochodzący z mezodermy, który następnie zostaje zastąpiony przez nabłonek zatoki moczowo-płciowej. Część ogonowa zatoki moczowo-płciowej przekształca się w przedsionek pochwy u kobiet i dolną część odcinka sterczowego oraz część gąbczastą cewki moczowej u mężczyzn.
Zatoka moczowo-płciowa jest prekursorem dla następujących struktur:
- u obu płci
  - pęcherz moczowy[9]
- u kobiet
  - cewka moczowa[9]
  - nabłonek pochwy[10]
  - przedsionek pochwy[11]
  - guzek zatokowy (Müllera) w wyniku zetknięcia z kanałem maciczno-pochwowym[10]
  - nabłonek błony dziewiczej[12][13]
  - gruczoły przedsionkowe większe[13]
- mężczyzn
  - cewka moczowa z wyjątkiem dołka łódkowatego cewki oraz ujścia zewnętrznego cewki[8]
  - łagiewka sterczowa[9]
  - obwodowa część gruczołu krokowego[9][14]
  - gruczoły opuszkowo-sterczowe[9]

## Wady wrodzone

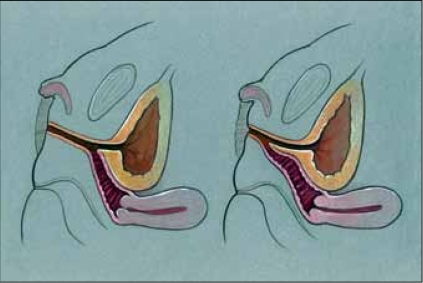
Anatomia zatoki moczowo płciowej, cewka moczowa i pochwa tworzą wspólny kanał. Lewy rysunek – wysokie połączenie, prawy rysunek – niskie połączenie

Zatoka moczowo-płciowa jest wadą wrodzoną, w której cewka moczowa i pochwa tworzą wspólny kanał. Wada ta często towarzyszy wrodzonemu przerostowi nadnerczy. Podział stopnia zaawansowania tej wady wprowadzony przez szwajcarskiego lekarza Andreę Pradera opiera się na stopniu maskulinizacji narządów płciowych, podział chirurgiczny na miejscu połączenia cewki moczowej i pochwy, natomiast wprowadzony w 1986 roku podział PVE opiera się na rozmiarze prącia, lokalizacji połączenia cewki moczowej i pochwy względem pęcherza moczowego i krocza oraz wyglądu zewnętrznych narządów płciowych.